# Caso Furman v. Georgia
Furman v. Georgia (1972), foi um caso criminal histórico no qual a Suprema Corte dos Estados Unidos invalidou todas as construções legais então existentes para a pena de morte nos Estados Unidos. A decisão foi de 5 a 4, com cada membro da maioria escrevendo uma opinião separada. Seguindo Furman, a fim de restabelecer a pena de morte, os estados tiveram que pelo menos remover efeitos arbitrários e discriminatórios para satisfazer a Oitava Emenda da Constituição dos EUA.